# Brad Dourif
Brad Dourif, właśc. Bradford Claude Dourif (ur. 18 marca 1950 w Huntington, w stanie Wirginia Zachodnia) – amerykański aktor filmowy, telewizyjny i głosowy, znany przede wszystkim jako głos Laleczki Chucky.
Występował też w roli Grímy Gadziego Języka w trylogii Władca Pierścieni. W celu zagrania postaci Grímy musiał zgolić brwi. Był nominowany do Oscara dla najlepszego aktora drugoplanowego, a także otrzymał Złoty Glob i Nagrodę BAFTA dla najlepszego aktora drugoplanowego za rolę Billy’ego Bibbita w filmie Lot nad kukułczym gniazdem (1975). Jego ojciec, Jean Henri Dourif, był w trzech czwartych Francuzem i jedną czwartą Anglikiem. Jego matka, Joan Felton (z domu Bradford), urodziła się w Ameryce i miała angielskie pochodzenie.

## Filmografia

### Aktor
- Droga do kariery (1975, W.W. and the Dixie Dancekings)
- Lot nad kukułczym gniazdem (1975, One Flew Over the Cuckoo's Nest) jako Billy Bibbit
- The Mound Builders (1976) jako Chad Jasker
- Zbiorowy portret z damą (1977, Gruppenbild mit Dame) jako Boris Koltowski
- Oczy Laury Mars (1978, Eyes of Laura Mars) jako Tommy Ludlow
- Sergeant Matlovich Vs. the U.S. Air Force (1978) jako sierż. Leonard Matlovich
- Mądrość krwi (1974) jako Hazel Motes
- Studs Lonigan (1979) jako Danny O’Neill
- Wrota niebios (1980, Heaven’s Gate) jako pan Eggleston
- Guyana Tragedy: The Story of Jim Jones (1980) jako David Langtree
- Ragtime (1981) jako młodszy brat
- Desire, the Vampire (1982) jako Paul
- Diuna (1984, Dune) jako Piter De Vries
- Impure Thoughts (1985) jako Kevin Harrington
- Istambuł (1985, Istanbul) jako Martin Klamski
- Blue Velvet (1986) jako Raymond
- Vengeance: The Story of Tony Cimo (1986) jako Lamar Sands
- Gniew aniołów-kontynuacja (1986, Rage of Angels: The Story Continues) jako Seymour Bourne
- Medium Rare (1987)
- Śmiercionośna ślicznotka (1987, Fatal Beauty) jako Leo Nova
- Missisipi w ogniu (1988, Mississippi Burning) jako Deputy Pell
- Laleczka Chucky (1988, Child's Play) jako Charles Lee Ray/głos Chucky
- Terror na autostradzie 91 (1989, Terror on Highway 91) jako Keith Evans
- Desperado: The Outlaw Wars (1989) jako Camillus Fly
- Tajna placówka (1990, Hidden agenda) jako Paul Sullivan
- Egzorcysta III (1990, The Exorcist III) jako James Venamum / Bliźniaczy Zabójca
- Grim Prairie Tales (1990) jako Farley
- Powrót laleczki Chucky (1990, Child's Play 2) jako głos laleczki Chucky
- Murder Blues (1990) jako John Barnes
- Samozapłon (1990, Spontaneous Combustion) jako Sam
- Taniec w łańcuchach (1990, Chaindance) jako Johnny Reynolds
- Cmentarna szychta (1990, Graveyard Shift) jako Eksterminator
- Horseplayer (1990) jako Bud Cowan
- Synalek (1990, Sonny Boy) jako Weasel
- Krzyk kamienia (1991, Cerro Torre: Schrei aus Stein)
- Critters 4 (1991) jako Al Bert
- Laleczka Chucky 3 (1991, Child's Play 3) jako głos laleczki Chucky
- Części ciała (1991, Body Parts) jako Remo Lacey
- Londyn mnie zabija (1991, London Kills Me) jako Hemingway, menadżer restauracji
- Malaria (1991, Jungle Fever) jako Leslie
- Sąd ostateczny (1992, Final Judgement) jako ojciec Tyrone
- Amos i Andrew (1993, Amos & Andrew) jako oficer Donnie Donaldson
- Dzikie palmy (1993, Wild Palms) jako Chickie Levitt
- Uraz (1993, Trauma) jako dr Lloyd
- Wychodzona ścieżka (1994, A Worn Path) jako Łowca
- Barwy nocy (1994, Color of Night) jako Clark
- Piekło Teresy Stamper (1994, Escape from Terror: The Teresa Stamper Story) jako szeryf Bill Douglass
- Morderstwo pierwszego stopnia (1995, Murder in the First) jako Byron Stamphill
- Feniks (1995, Phoenix) jako Reiger
- Ucieczka na Górę Czarownic (1995, Escape to Witch Mountain) jako Luther/Bruno
- Maszyna śmierci (1995, Death Machine) jako Jack Dante
- Nocny pościg (1996, Black Out) jako Thomas Payne
- Sworn to Justice (1996) jako Teddy
- A Step Toward Tomorrow (1996) jako Kirby
- Zabójczy wygląd (1996, If Looks Could Kill)
- Drużbowie (1997, Best Men) jako John G. Coleman
- Nocna straż (1997, Nightwatch) jako doktor
- Obcy: Przebudzenie (1997, Alien Resurrection) jako Gediman
- Potomstwo (1998, Progeny) jako dr Bert Clavell
- Ulice strachu (1998, Urban Legend) jako Michael McDonnell
- Brown's Requiem (1998) jako Edwards
- Narzeczona laleczki Chucky (1998, Bride of Chucky) jako Chucky (głos)
- Bez czucia (1998, Senseless) jako dr Wheedon
- Cypress Edge (1999) jako Colin McCammon
- A Tekerölantos naplója (1999) jako Gabriel
- Silicon Towers (1999) jako Alton
- Siły szybkiego reagowania (1999, Interceptors) jako David M. Webber, CIA
- Kim jest Dolly Malone? (1999, The Storytellers)
- Shadow Hours (2000) jako Roland Montague
- Armia Boga: Proroctwo (2000, The Prophecy 3: The Ascent) jako Zealot
- Duch (2000, The Ghost) jako Lt. Garland
- Soulkeeper (2001) jako pan Pascal
- Ponderosa (2001–2002) jako Maurice 'Frenchy' Devereaux (2001)
- Władca Pierścieni: Dwie wieże (2002, The Lord of the Rings: The Two Towers) jako Gríma Gadzi Język
- Władca Pierścieni: Powrót króla (2003, The Lord of the Rings: The Return of the King) jako Gríma Gadzi Język
- Pechowa skrzynka (2003, The Box)
- Vlad (2003)
- Deadwood (2004) jako Doc Cochran
- Laleczka Chucky 5: Następne pokolenie (2004, Seed of Chucky) jako Chucky (głos)
- El Padrino (2004) jako Cyrus
- The Devil’s Due at Midnight (2004) jako The Dark One
- The Hazing (2004) jako profesor Kapps
- Drop Dead Sexy (2005) jako Herman
- The Wild Blue Yonder (2005) jako The Alien
- Brew (2005)
- Halloween (2007) jako szeryf Lee Brackett
- Halloween II (2009) jako szeryf Lee Brackett
- Synu, synu, cóżeś ty uczynił? (2009, My Son, My Son, What Have You Done?) jako wuj Ted
- Klątwa laleczki Chucky (2013, Curse of Chucky) jako Chucky (głos)

### Gościnnie
- Tales of the Unexpected (1979–1988) jako Autostopowicz
- Policjanci z Miami (1984–1989, Miami Vice) jako Joey Wyatt (1987)
- The Equalizer (1985–1989) jako Fenn
- Na wariackich papierach (1985–1989, Moonlighting) jako ojciec McDonovan
- Star Trek: Następne pokolenie (1987–1994, Star Trek: The Next Generation) jako Rex
- Opowieści z krypty (1989–1996, Tales from the Crypt) jako Virgil
- Z Archiwum X (1993–2002, The X-Files) jako Luther Lee Boggs
- Babilon 5 (1994, Babylon 5) jako brat Edward
- Star Trek: Voyager (1995–2001) jako Lon Suder
- Bless this house (1995) jako Jimmy
- Millennium (1996−1999) jako Dennis Hoffman
- The Directors (1999) jako on sam
- Dawno, dawno temu (2011) jako Zoso